# Lista de subdivisões de Magé
A lista a seguir apresenta todos os bairros oficiais distribuídos pelos seis distritos do município de Magé.
Administrativamente, o município de Magé, está dividido em seis distritos e cento e sete bairros oficiais. O 1º distrito é a sede da prefeitura do município que é Magé. O 2º distrito é Santo Aleixo, que possui diversas cachoeiras e belezas naturais. O 3º distrito é Rio do Ouro ou Rio D'Ouro, que é o Distrito Agrícola do município que possui diversas plantações, paisagens lindas e diversos córregos e cachoeiras. O quarto distrito é Suruí, conhecido por suas atividades de pesca, sua riqueza histórica e seus mangues. O quinto distrito é Guia de Pacobaíba, popularmente conhecido como Mauá ou Praia de Mauá, região balneária do município que é banhada pela Baía de Guanabara, que é conhecido pelas atividades de pesca, tem diversas praias, igrejas históricas e a Primeira Estação Ferroviária da história do Brasil e da América do Sul (Estrada de Ferro Mauá), que ligava Guia de Pacobaíba a Vila Inhomirim, inaugurada por Irineu Evangelista de Sousa, o Barão de Mauá em 1854. O sexto e último distrito é Vila Inhomirim, que possui uma riqueza histórica acerca dos escravos do período colonial.
*Os bairros do município de Magé são definidos pela Lei Municipal n° 2.158, de 14 de maio de 2012, alterada pela Lei Municipal  n° 2.187 de 25 de abril de 2013.
*O Distrito Agrícola Rio d'Ouro foi instituído pela Lei Municipal n° 1.532 de 24 de setembro de 2002.
*Os limites dos distritos do município de Magé são definidos pela Lei Municipal n° 2.112, de 8 de abril de 2011.

## Magé (distrito)
- Barão de Iriri
- Barbuda
- BNH
- Jardim Nossa Senhora da Piedade
- Canal
- Centro de Magé

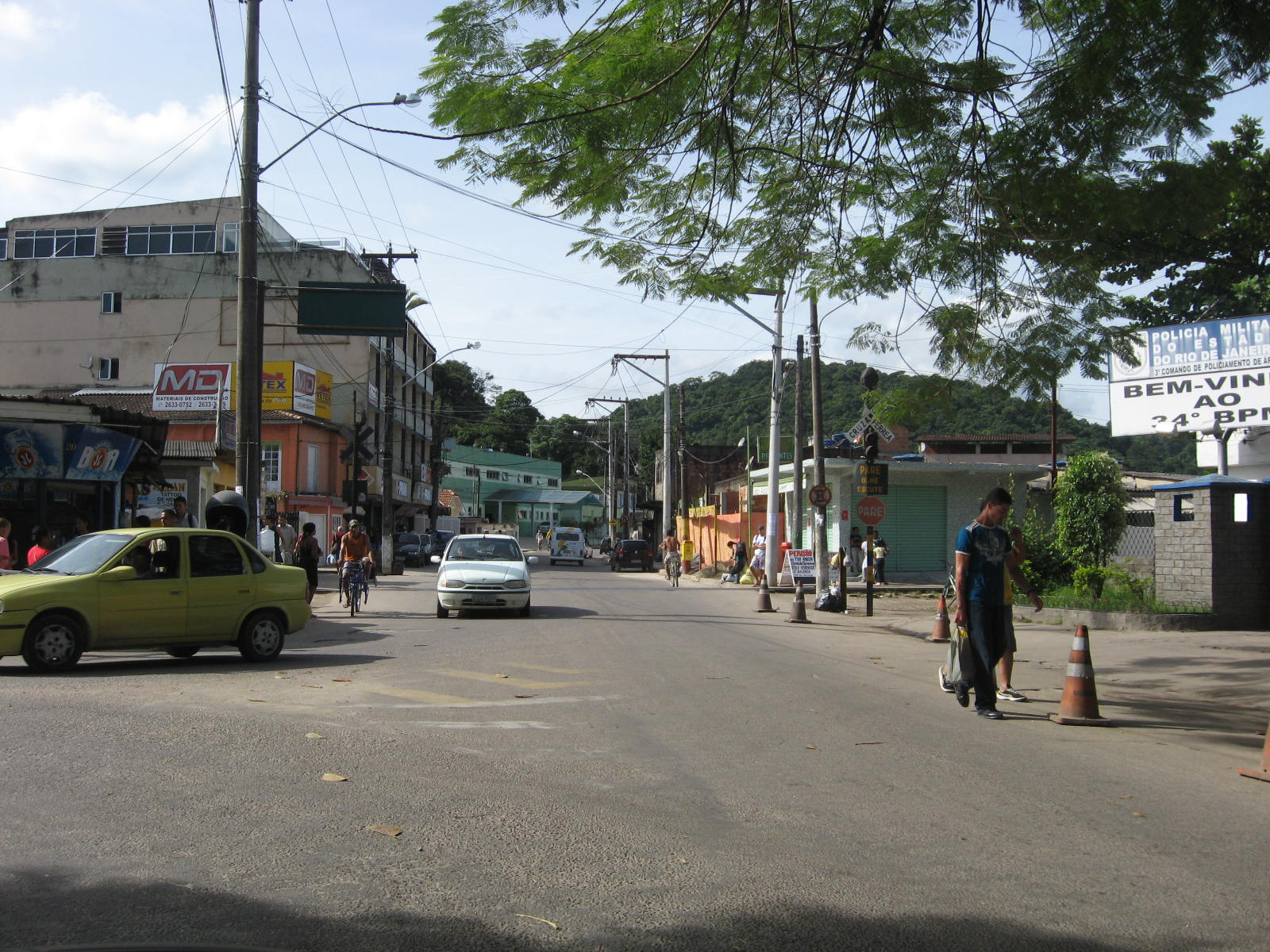
Centro de Magé

- Citrolândia - nesse bairro está localizada a Estação Citrolândia.[1]
- Flexeiras
- Nova Flexeiras
- Garapa
- Buraco Quente
- Beira-Linha
- Barreiro
- Lagoa
- Magemirim
- Maria Conga
- Mundo Novo
- Nova Brasilia
- Nova Marília
- Parque Boneville
- Cruzeiro
- Iriri
- Piedade
- Roncador
- Saco
- Boa Vista
- Vila Esperança
- Luzitânia
- Sovaco da Cobra
- Vila Inca
- Vila da Liberdade
- Vila Nova
- Figueira
- Quitungo
- Bela Floresta
- Bosque Jambalaia
- Maringá
- Jardim Prazeres
- Jardim Santo Antônio
- Matadouro
- Jardim Esmeralda
- Vila São Miguel
- Taquaral
- Gandé
- Parque Samira
- Vila Atlântica
- Parque Santa Rita
- Poço Bento
- Sant'Ana
- Feital
- Mara
- Vila Vitória
- Comendador Reis
- Parque do Imperador
- Parque Azul

## Santo Aleixo

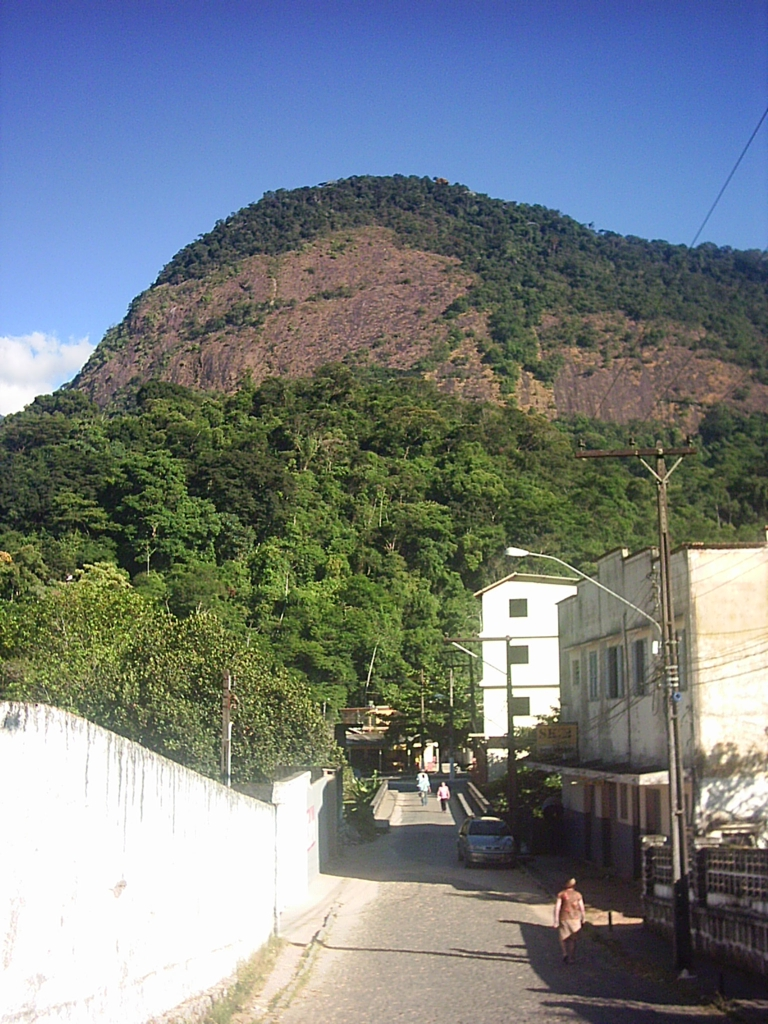
Santo Aleixo

- Andorinhas
- Vila Citrolândia
- Jardim Gandé
- Vila Velha
- Parque Dom Pedro II (Sertão)
- Pico
- Britador
- Cavado
- Batatal
- Cascata
- Poço Escuro
- Santo Aleixo[2](Centro)
- Vilar Santo Aleixo
- BNH
- Jardim Esmeralda

## Rio do Ouro ou Rio d'Ouro (Distrito Agrícola)
- Cachoeira Grande
- São José da Cachoeira ou Cachoeirinha
- Conceição
- Rio do Ouro ou Rio d'Ouro (Centro)
- Capela
- Parque Monte Rose
- Parque dos Artistas

## Suruí

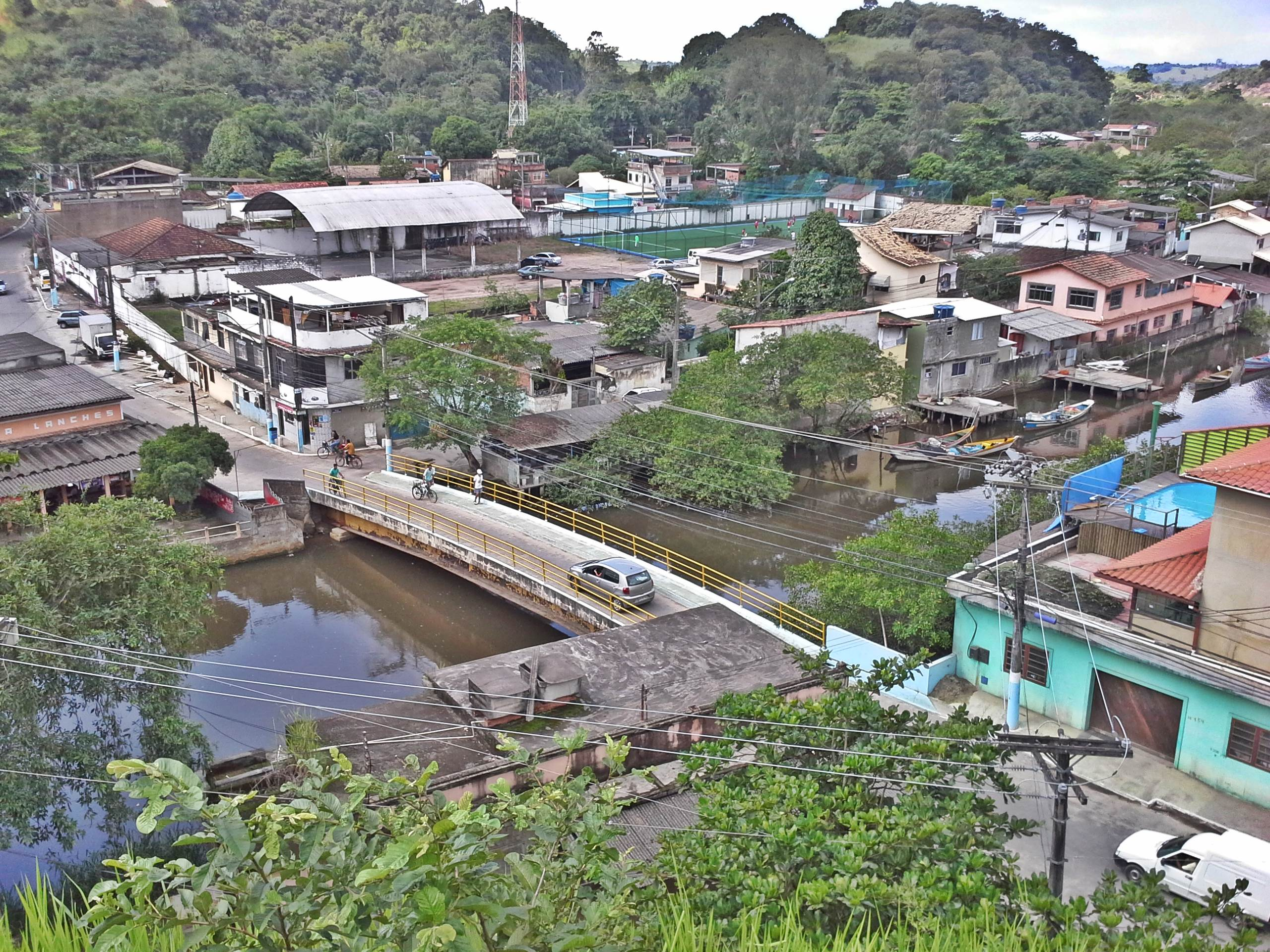
Suruí

- Campinho
- Nova Orleans
- Partido
- Parque Itinga
- Vila Nova de Suruí
- Santa Dalila[2]
- Suruí
- Chácaras Grande Rio

## Guia de Pacobaíba(Mauá ou Praia de Mauá)
- Jardim Carlos Neto
- Cidade do Cinema
- São Lourenço
- Praia da Esperança ou Figueira
- Guia de Pacobaíba
- Ipiranga
- Jardim da Paz
- Goya
- Mauá[2]
- Baía Branca

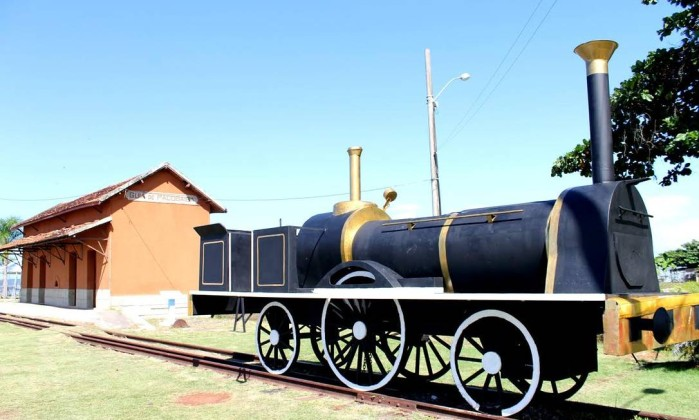
Guia de Pacobaíba.

- Parque Recreio Dom Pedro II ou Leque Azul
- Praia de Olaria
- Praia do Anil
- Praia do Imperador
- São Francisco do Cruará
- Jardim Riviera

## Vila Inhomirim[3]
- Bongaba
- Parque Sayonara (Fazenda)
- Fragoso
- Ilha
- Jardim Nazareno
- Sampaio
- Novo Horizonte
- Vila Piabetá
- Vila Serrana
- Maurimárcia
- Meia Noite
- Granja Santa Teresa
- Parque Caçula
- Parque dos Artistas II
- Parque Estrela
- Parque Maitá
- Paraíso
- Paranhos
- Parque Santana
- Pau Grande
- Piabetá
- Parque Sayonara II
- Vila Carvalho

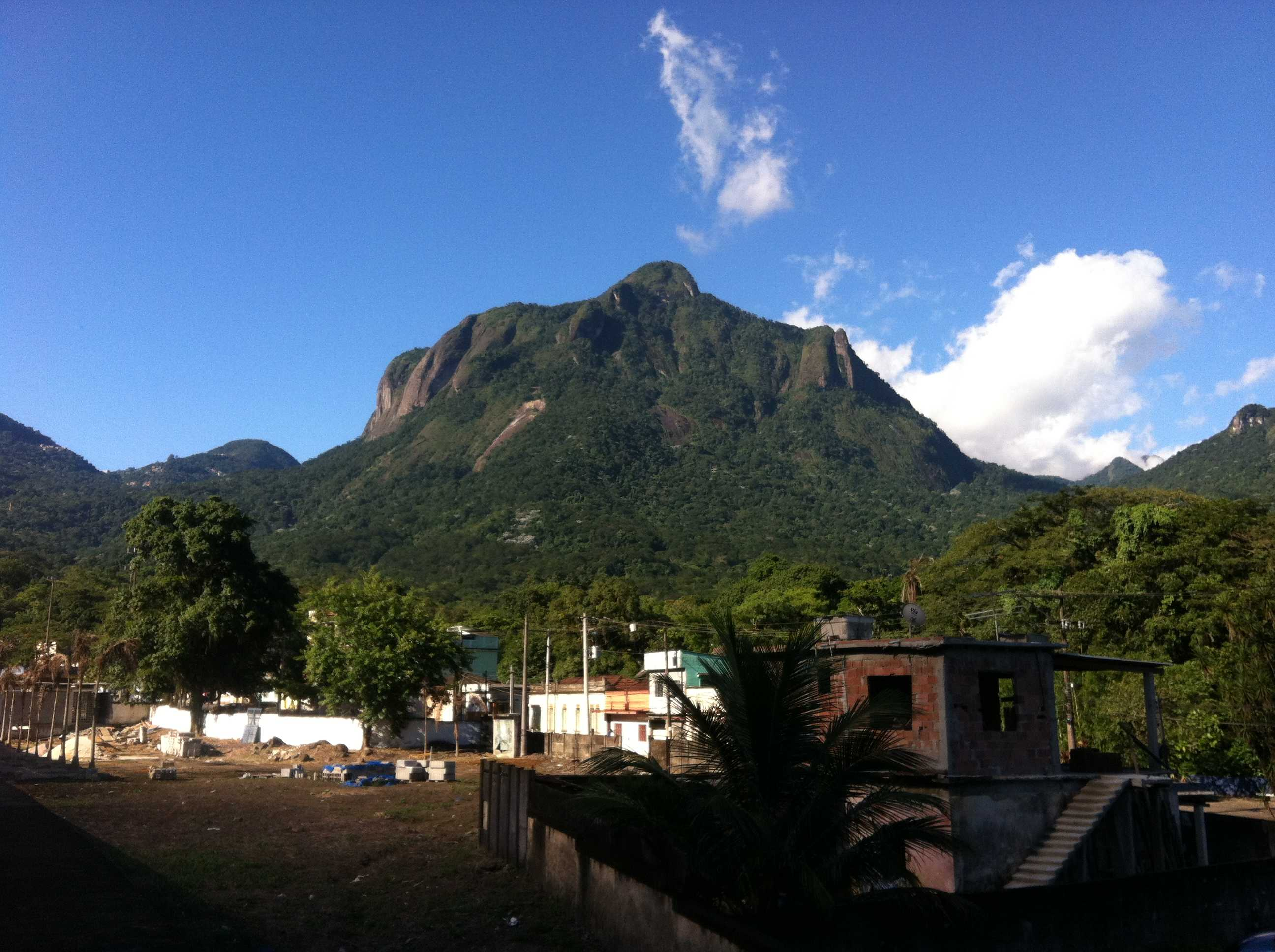
Vila Inhomirim

- Vila Inhomirim ou Raiz da Serra (bairro-sede do 6° Distrito de Magé)
- Vila Recreio
- Vila Esperança
- Cidade de Horácio
- Fazenda Sobradinho
- Parque Veneza